# 王氏國際
王氏國際集團有限公司（港交所：99）是一家在香港交易所上市的工業公司，始創於1962年，當時王華湘開設一間小型工場，直到1977年成立王氏電子，1983年王氏電子的母公司王氏國際於香港交易所上市。王氏國際主要業務為開發、製造、推廣及分銷電子產品，包括微型電腦、傳訊設備、寬頻通訊產品、互聯網應用器材、無線通訊或網絡設備及其他電子產品。
1989年，王氏港建從王氏國際分拆出來上市。
2013年8月15日，王氏國際及新鴻基地產合作的觀塘偉業街180A號王氏工業中心寫字樓項目，以19.5582億港元完成補地價，總樓面約47.9萬方呎，每方呎補價金額4,081港元。該項目獲屋宇署批出建築圖則後，重建為Two Harbour Square。王氏國際佔該項目35.7%權益。

## 外部連線
- wih.com.hk （页面存档备份，存于）